# Ismael Miranda
Ismael Miranda Carrero (Aguada; 20 de febrero de 1950), más conocido artísticamente como Ismael Miranda es un cantautor  y músico puertorriqueño de salsa.
Mostrando desde pequeño interés por la música, a los 11 años formó parte de grupos de cantantes llamados The 4 J's y Little Jr. and the Class Mates. Participó con ellos en varias actividades, incluyendo una de las primeras ediciones del espectáculo que celebraba Jerry Lewis para la Distrofia Muscular, en Palm Gardens.[cita requerida]
En su continuo interés por la música, sobre todo el género afroantillano, formó parte del sexteto Pipo y su Combo y del grupo Andy Harlow y su Sexteto. En el mismo cantó y tocó conga. En 1967, hizo su primera grabación discográfica con Joey Pastrana titulada Let's Ball. En ésta, el entonces adolescente Ismael se anotó su primer éxito radiofónico, con "Rumbón melón".[cita requerida]

### Su época con Larry Harlow
Dada la buena impresión que causó sus actuaciones con Andy Harlow, el hermano de este, Larry Harlow, llamado el Judío Maravilloso, decidió reclutarlo para su orquesta. Ismael Miranda inició su ciclo de grabaciones con el álbum El exigente. Convencido del potencial del joven cantante, en 1968, Larry lanzó una nueva producción titulada Orquesta Harlow presenta a Ismael Miranda. A renglón seguido, los aciertos se repitieron con las grabaciones Electric Harlow, Tribute to Arsenio Rodríguez, Abran paso y Oportunidad.
Con Larry Harlow, Ismael incursionó también en el campo de la composición, compartiendo créditos con éste en los temas «La revolución», «Guasasa», «Arsenio», «El malecón» y «Lamento de un guajiro», entre otros.

### La época Fania
A la edad de 18 años se integra en el grupo Fania All Stars, convirtiéndose en el cantante más joven de los que componían este grupo.

Muchos preguntan de donde salió el apodo «El Niño Bonito» y mucha gente creyó que fue por ser el mas joven del grupo pero no, fue cuando empecé con la Fania, un dia llegué tarde a un ensayo y Johnny Pacheco me dijo: «¡Qué bonito, ¿eh?!» y esa noche me presentó como «El Niño Bonito».
Ismael Miranda

En pleno auge de la salsa, Ismael irrumpió con fuerza espectacular en la radio, en 1973, al lanzar al mercado el álbum Así se compone un son Ismael Miranda y su Orquesta Revelación. Este disco, editado por el sello Fania, marcó el inicio del cantante con su propia agrupación, Con ellos tomó por asalto la cuenca del Caribe, así como los mercados latinos de los Estados Unidos y Europa.
Posteriormente su carrera le dio innumerables aciertos en la música. LP como En Fa menor, Este es, No voy al festival y Temas como Así se compone un son, ahora si, Nicolás, Las esquinas son, María Luisa, Cipriano Armanteros, La cosa no es como antes, Suavecito, Vuelve Cipriano, La cama vacía, La copa rota, Borinquen tiene montuno, Como mi pueblo, No me digan que es muy tarde y Las cuarentas le ganaron amplia difusión en cadenas de radio.
En la composición también se anotó éxitos como «Señor sereno», «Abran paso», «Así se compone un son», «Lupe, Lupe» y «Pa' bravo: yo», esta última popularizada por el sonero cubano Justo Betancourt.

### Los años ochenta
En la década de 1980 grabó varias producciones con su sello discográfico independiente. Grabó en 1984 con el prestigioso conjunto cubano Sonora Matancera para su vieja casa discográfica Fania. En 1986 su álbum Versos de nuestra cultura, junto al cantautor José Nogueras, fue uno de los grandes aciertos de la temporada navideña de ese año.
En 1987 publica el álbum Por El Buen Camino, en el cual destaca el famoso tema "Caretas".
En 1988 anunció su intención de retirarse de los medios artísticos. Pero esa idea nunca llegó a cristalizarse.
Entrados los años 90, Ismael ha grabado con su propio sello discográfico, IM Records, y con la compañía RMM, participando en esta última en la producción Descarga Boricua en el tema "Me curo con rumba". Y en las postrimerías de la década su unión a Andy Montañez en un proyecto discográfico de bolero del ayer, ha dado ya tres exitosas producciones en suelo nacional.

### Incursión en la música cristiana
Desde 2006, Ismael Miranda ha estado inmerso en el cristianismo, siguiendo la misma ruta que muchos de sus colegas como Richie Ray, Bobby Cruz, Domingo Quiñones y Alex D’ Castro, quien fuera su pastor. Y en esa misma línea, lanzó en 2008 su primera producción sacra, Buscando el camino.[cita requerida]
En 2015, regresa al Top 10 de la lista Tropical Airplay de Billboard con su sencillo «Son 45». Este tema, compuesto y producido por Víctor Manuelle es el sencillo principal del álbum titulado con el mismo nombre que fue lanzado al mercado el pasado mes de septiembre. El álbum debutó #3 en la lista Tropical Albums de Billboard y se mantuvo en los Top 10 por cuatro meses consecutivos.

## Discografía

### Con Joey Pastrana
- Let's Ball (1967)

### Con Larry Harlow
- El Exigente (1967)
- Presenta a Ismael Miranda (1968)
- Me & My Monkey (1969)
- Electric Harlow (1970)
- Tribute To Arsenio Rodríguez (1971)
- Harlow's Harem (1972) Recopilatorio
- Abran Paso (1972)
- Oportunidad (1972)
- Con Mi Viejo Amigo (1976)
- The Best of Orchestra Harlow & Ismael Miranda (1976) Recopilatorio

### Con Willie Colón
- Doble Energía (1980)

### Con La Sonora Matancera
- La Sonora y el Niño (1984)

### Con Su Orquesta
- Así Se Compone Un Son (1973)
- En Fa Menor (1974)
- Este Es... Ismael Miranda (1975)
- No Voy Al Festival (1977)
- Sabor, Sentimiento Y Pueblo (1978)
- El Compositor Que Canta (1978)
- La Clave Del Sabor (1981)
- Éxitos De Los 50 (1982)
- The Master (1983)
- Éxitos De Los 50 Vol. 2 (1985)
- Una Nueva Visión (1985)
- Por El Buen Camino (1987)
- Motivos De Mi Tierra (1987)
- Felicitándote (1988)
- La Mano Maestra (1989)
- Hasta La Última Gota (1991)
- Entre Sombras (1992)
- Enamorado De Ti (1993)
- El Sabor De Puerto Rico (1994)
- Cantar O No Cantar (1995)
- Al Son Del Bolero (1996)
- Con Buena Nota (1997)
- Románticos De Nuevo (1997)
- Con Alma De Niño (1998)
- Son De Vieques (1999)
- Live From San Juan, Puerto Rico (2001)
- Vengo Con Todo (2001)
- Tequila Y Ron (2003)
- Edición Especial (2005)
- Con Sabor Y Sentimiento (2007)
- Buscando El Camino (2008)
- De Regreso Al Son (2009)
- Aferrado A Ti (2011)
- Son 45 (2014)

## Compilaciones
- Fania All-Stars With Ismael Miranda (2000)
- The Best (2001)
- 27 Años De Trayectoria (2002)
- Pura Salsa (2006)
- Pura Salsa Live (2007)
- Romántico (2009)
- Greatest Hits (2009)
- Historia De La Salsa (2010)
- La Herencia (2012)